# نيكولاس فيكيت
نيكولاس فيكيت هو متسابق خماسي حديث كندي، ولد في 5 أغسطس 1962 في مونتريال في كندا.

## وصلات خارجية
- نيكولاس فيكيت على موقع أوليمبيديا (الإنجليزية)